# Podlipinie
Podlipinie – część wsi Drohiczany w Polsce położona w województwie lubelskim, w powiecie hrubieszowskim, w gminie Uchanie.
W latach 1975–1998 Podlipinie administracyjnie należało do województwa zamojskiego.